# Mekanïk Destruktïw Kommandöh

Das Bandlogo im Farbschema der LP/CD von Mekanïk Destruktïw Kommandöh

Mekanïk Destruktïw Kommandöh (auch Mëkanïk Dëstruktïẁ Kömmandöh, abgekürzt als .M.D.K. oder MDK) ist das 1973 als Langspielplatte (LP) erschienene dritte und wohl bekannteste Album der französischen Progressive-Rock-Band Magma. Das Album, ein zentrales Werk der Gruppe, ist eine einzige zusammengehörige Komposition von Bandleader und Schlagzeuger Christian Vander, auch wenn es in verschiedene Abschnitte unterteilt ist. Die Komposition ist der (als erster veröffentlichte) dritte Satz der Trilogie Theusz Hamtaahk und wurde von Magma in verschiedenen Studio- und Live-Versionen veröffentlicht. Die Texte sind komplett in der von Vander und Sänger Klaus Blasquiz entwickelten Kunstsprache „Kobaïanisch“ verfasst und sind Teil des Mythos von Kobaïa, von dem alle Magma-Alben handeln.
Der erste Satz der Trilogie, das Stück Theusz Hamtaahk, gehörte seit Mitte der 1970er Jahre zum Live-Repertoire der Band, wurde aber erst 1981 auf dem Live-Doppelalbum Retrospektïẁ I-II veröffentlicht, der zweite Satz Ẁurdah Ïtah erschien 1974 unter Vanders Namen als Soundtrack-Album zum Film Tristan et Iseult des französischen Regisseurs Yvan Lagrange, seit der CD-Wiederveröffentlichung 1989 auf Vanders Label Seventh aber mit dem Magma-Logo als Cover.

## Entstehungsgeschichte
Der Titel Mekanïk Destruktïw Kommandöh hatte eine längere, fast zweijährige, Entwicklungsphase durchlaufen, bis er vollständig gereift war und erstmals im Studio eingespielt wurde. Aus dem Frühstadium des Werkes stammt eine Aufnahme aus dem Sommer 1971, die im Park von Château d’Hérouville als Mëkanïk Kömmandöh in einer 5:55-minütigen Fassung auf dem Jazz Themenkompilation Puissance 13+2 erschien. Hier wird das Stück von einem jazzlastigen Intro eingeleitet, das eher nach Bossa Nova klingt, und auch die Texte waren noch nicht endgültig ausgearbeitet. Drei Monate später, im November 1971 wurde Mëkanïk Kömmandöh in einer viel weiter entwickelten Version mit einer Länge 17:19 Minuten erstmals auf einem Konzert im Théâtre 140 in Brüssel  vor Publikum aufgeführt und 1996 auf dem Album Concert 1971, Bruxelles: Théâtre 140 herausgegeben. Das Thema, wie das Grundgerüst des Stückes waren hier bereits enthalten, jedoch lagen große Passagen noch in stilistisch anderen Formen vor.
Die ursprünglich von Magma zur Veröffentlichung vorgesehene Aufnahme umfasste Schlagzeug, Orgel, Bass, Klavier sowie einen gemischten Chor, mit einer Laufzeit von 38 Minuten. Ihr Schwerpunkt lag auf dem Chorgesang und einer eher „akustischeren“ Musikbegleitung, mit längeren Klavierpassagen. Diese Fassung wurde von Magmas damaligem Plattenlabel A&M Records abgelehnt, da sie nicht deren Ansprüchen an Rockmusik entsprach. Daher wurde die Besetzung um E-Gitarre, Blechbläser, Flöte, Bassklarinette, Vibraphon, Xylophon und weitere Sänger erweitert, und durch elektrisch verstärkte Instrumente und Bläser ein „rockigerer“ Sound des Albums erreicht. Diese Version im April 1973 in den Oxforder Manor Studios und dem Pariser Aquarium Studio eingespielt und am 6. Mai 1973 veröffentlicht. Die ursprünglich von Magma geplante, und vom damaligen Plattenlabel verworfene Version, wurde schließlich 1988 auf dem Kompilationsalbum Simples, und 1989 auf der CD Mekanïk Kommandöh herausgegeben.
Über folgenden Jahre wurde Mekanïk Destruktïw Kommandöh in vielen unterschiedlichen Variationen und Instrumentationen eingespielt, alleine die auf Tonträgern veröffentlichten Versionen reichen von 19:44 Minuten auf Live in Tokyo bis 48:45 Minuten auf Theusz Hamtaahk Trilogie.
In den 1990er Jahren arrangierte Vander Mekanïk Destruktïw Kommandöh zur Aufführung durch Kinderchöre zu Baba Yaga La Sorcière um. Hierbei handelt sich um eine gekürzte Version des Stückes, dessen kobaianische Texte von Gaston Tavel so umgeschrieben wurden, dass sie leicht von einem Kinderchor interpretiert werden können. Der Mitschnitt eines Konzertes vom 15. Oktober 1995 wurde 1996 auf CD veröffentlicht.
Anlässlich des 50. Jubiläums von Mekanïk Destruktïw Kommandöh veröffentlichte Magma im September 2023 das auf 2000 Kopien limitierte LP-Box-Set Magma une histoire de Mekanik Coffret 50 ans Mëkanïk Dëstruktïw Kömmandöh, das auf sieben Langspielplatten verschiedene Versionen des Titels von 1972 bis 2021 enthält.

## Musikstil
Die beiden vorhergehenden Alben Magma (1970) und  1001° Centigrades (1971), waren noch stärker am Jazz ausgerichtet, ihre Kompositionen wurden von verschiedenen Bandmitgliedern beigesteuert; mit Mekanïk Destruktïw Kommandöh schufen Vander/Magma ihren typischen Stil, „Zeuhl“, der bis heute durch wechselnde Magma-Besetzungen erhalten geblieben ist und Ausgangspunkt des Zeuhl-Genres wurde („Zeuhl Wortz“ bedeutet in Kobaïanisch so viel wie „Musik der allumfassenden Macht“ oder „himmlische Musik“).
Eingeleitet wird Mekanïk Destruktïw Kommandöh von einem monotonen Beat mit repetitivem Klaviermotiv mit abwechslungsreicher Gitarrenornamentik, die entfernt an Psychedelic Rock erinnert. Nach etwa zwei Minuten setzt die Bläsersektion, sowie ein beschwörender Chor ein, und das Stück nimmt zunehmend Tempo und Dynamik auf. Es folgen dynamische Wechsel zwischen Instrumental- und Gesangspassagen die im Verlauf des Stückes an Tempo, Rhythmik und Intensität variieren, und denen krumme Takte und kontrapunktische Motive für Abwechslung sorgen. Teilweise laufen die Melodien gegen den Lead-Gesang und im späteren Verlauf fügen sich weitere Gesangslinien geschmeidig ein.
Udo Gerhards vom Progressive-Rock-Portal Babyblaue Seiten charakterisiert Mekanïk Destruktïw Kommandöh:

„Nach den kantigen Akkorden und deklamierten, geflehten, befehlenden Vocals des Anfangs beginnt eine mitreissende, majestätische Tour-De-Force, ein musikalischer Malstrom, eine wüste, erschöpfende Orgie aus hypnotischen stampfenden Rhythmen, machtvollen Bläserblöcken, unablässigem opernmäßigen Chor in einer barbarischen Phantasiesprache, treibenden, krummen Rhythmen, peitschenden Trompetenschlägen, Falsettgekreische und -gebelle, pulsierend kraftvollem Baßgeriffe, ekstatischem Schlagzeug, jaulender Gitarre mit vielen Höhepunkten und wenigen Verschnaufpausen…“

## Inhalt
Das Album berichtet von einem Mann namens Nebehr Gudahtt, der einer der wenigen Erdenbewohner ist, die sich an die Grundlagen der vor langer Zeit auf die Erde gelangte kobaïanische Philosophie erinnern. Er richtet seine Botschaft an die Menschheit, dass ihre einzige Rettung vor dem endgültigen und sicheren Untergang in der Selbstreinigung und der Gemeinschaft mit dem göttlichen Geist des höchsten Wesens, dem Kreuhn Kohrman, liegt. Das Album führt in die Geschichte des Theusz Hamtaahk (wörtliche Übersetzung: Zeit des Hasses) ein, der Zeitspanne auf der Erde zwischen dem Besuch der Kobaïaner und dem himmlischen Marsch zur Erleuchtung unter der Führung von Nebehr Gudahtt. Zunächst wird Gudahtts Botschaft abgelehnt, und die Menschen lehnen sich gegen ihn auf, doch während sie marschieren, beginnen sie, ihre Existenz und ihren Zweck zu hinterfragen. Einer nach dem anderen erkennen seine Wahrheit und erlangen langsam Erleuchtung. Statt sich gegen ihn zu wenden, beginnen immer mehr sich ihm anzuschließen.

## Rezeption
Mit Mekanïk Destruktïw Kommandöh schaffte Magma auf dem Reading-Festsival 1973 den Durchbruch im Vereinigten Königreich. Bill Bruford, Schlagzeuger von Yes, beschrieb Magmas Auftritt auf dem Festival „… sie verdrehten Köpfe; sie erschienen wie eine Urgewalt, die mit nichts anderem vergleichbar war.“ Gleichzeitig war es das erste Album das Magma in den USA veröffentlichten.

### Rezensionen
Die Rezensenten der Babyblaue Seiten bestätigen, dass sich das Album dem Hörer nicht beim ersten hören erschließt. Jörg Schumann schreibt: „M.D.K ist eines der seltsamsten Alben, die ich je gehört habe. Zuerst war ich befremdet, irgendwie orientierungslos. Was ist das? Meinen die das ernst?“ Er legte sie Scheibe wieder weg, lange, sehr lange. Udo Gerhards fasst zusammen: „Nach den kantigen Akkorden und deklamierten, geflehten, befehlenden Vocals des Anfangs beginnt eine mitreissende, majestätische Tour-De-Force, ein musikalischer Malstrom, eine wüste, erschöpfende Orgie aus hypnotischen stampfenden Rhythmen, machtvollen Bläserblöcken, unablässigem opernmäßigen Chor in einer barbarischen Phantasiesprache, treibenden, krummen Rhythmen, peitschenden Trompetenschlägen, Falsettgekreische und -gebelle, pulsierend kraftvollem Baßgeriffe, ekstatischem Schlagzeug, jaulender Gitarre mit vielen Höhepunkten und wenigen Verschnaufpausen: einmalig und vor allem großartig.“ Er meint zudem: „… einmal in seinem Leben sollte man "M.D.K." gehört haben und sie dann hassen oder eine neue Liebe gefunden haben.“ Die Rezensenten vergaben hier 14 und 15/15 Punkte. Der Leitfaden Zeuhl der Babyblauen Seiten empfiehlt denjenigen, die die Komposition ruhiger und weniger stark instrumentiert hören möchten, die später veröffentlichte Urversion Mekanïk Kommandöh aufzulegen. Auf Prog Archives erhielt das Album 4,29/5 Punkte, bei 1126 abgegebenen Stimmen, wobei es von 54 % der Benutzer die volle Punktzahl erhielt.
Das Musikmagazin eclipsed wählte Mekanïk Destruktïw Kommandöh 2012 auf den 28. Platz seiner Liste der 150 wichtigsten Prog-Alben.
Im Juni 2015 wählte das renommierte Fachblatt Rolling Stone das Album auf Platz 24 der 50 besten Progressive-Rock-Alben aller Zeiten. Die französische Ausgabe listete 2010 das Album auf Platz 33 der 100 besten französischen Rock-Alben.
Rezensent Michael vom Online-Metal-Magazin metal.de beschreibt Mekanïk Destruktïw Kommandöh als „eines der seltsamsten Alben der jüngeren Musikgeschichte …“, für das man „einen starken Magen für schräge Töne [benötigt]“, und; hat das Album seinen „Hörer erst einmal fest im Griff …, gibt es ohnehin kein Entkommen mehr.“

## Titelliste
Alle Titel wurden von Christian Vander geschrieben.
| Nr. | Titel                       | Länge |
| --- | --------------------------- | ----- |
| 1.  | Hortz Fur Dëhn Stëkëhn Ẁest | 9:36  |
| 2.  | Ïma Sürï Dondaï             | 4:30  |
| 3.  | Kobaïa Ïs Dë Hündïn         | 3:34  |
| 4.  | Da Zeuhl Ẁortz Mekanïk      | 7:48  |

| Nr. | Titel                         | Länge |
| --- | ----------------------------- | ----- |
| 5.  | Nëbëhr Gudahtt                | 6:02  |
| 6.  | Mëkanïk Kömmandöh             | 4:10  |
| 7.  | Kreühn Köhrmahn Ïss Dë Hündïn | 3:13  |

Auf der 1988 erschienenen ersten CD-Version von Seventh Records war als nicht verzeichnetes achtes Stück eine 34-minütige, weitgehend instrumentale Version von Mekanïk Destruktïw Kommandöh enthalten.

## Besetzung
- Christian Vander – Schlagzeug, Gesang, Orgel, Percussion
- Jannick Top – Bass
- Klaus Blasquiz – Gesang, Percussion
- Jean Luc Manderlier – Piano, Orgel
- Rene Garber – Bassklarinette, Gesang
- Claude Olmos – Gitarre
- Stella Vander – Gesang
- Muriel Streisfield – Gesang
- Evelyne Razymovski – Gesang
- Michele Saulnier – Gesang
- Doris Reinhardt – Gesang
- Teddy Lasry – Blechblasinstrumente, Flöte

Technik
- Giorgio Gomelsky – Produktion
- "Loulou" Sarkissian – Orchesterinspizient (Mekanik" Stage Manager)
- Eddie Sprigg – Tontechnik
- Gilles Sallé – Tontechnik
- Simon Heyworth – Tontechnik
- Steve Michell – Tontechnik
- Tom Rabstener – Tontechnik
- Christian Vander (Zebëhn Straïn Dë Geustaah) – Covertext
- Philippe Parringaux – Covertext